# Преследование
Пресле́дование — ограничение в правах индивидуума или меньшинства в обществе (в последнем случае иногда употребляются термины гоне́ние (например, Великое гонение), притесне́ние или угнете́ние).
В других источниках указано, что преследовать кого-либо — гнать, ненавидеть, гнести, теснить, обижать, сживать со́ свету; преследовать силою и властью, не давать просвету — угнета́ть. Преследующий что-либо, кого-либо — преследователь, преследовательница. Иногда в качестве синонима используется слово «люстрация» (см. Люстрация в Польше) или «репрессия» (см. Репрессии в СССР).

## Описание
Преследование как деятельность может быть как законным, так и нет, а также как морально приемлемым, так и морально неприемлемым действием человека, общества или государства. Примером законного и (обычно) морально приемлемого преследования является уголовное преследование лиц, подозреваемых в преступлениях против личности, общественного порядка и так далее, в государстве, союзе государств.
Преследование может быть продиктовано политическими, религиозными, личными и другими мотивами. Неоднократные угрозы в чей-либо адрес могут юридически квалифицироваться как преследование. Также к преследованию относится причинение морального вреда, нанесение психологических травм, унижения чести и достоинства преследуемого оскорблениями и путём регулярной клеветы на него.

## Виды и типы
В государстве и обществе могут быть следующие виды и типы преследования:
- законное — деятельность в соответствии с законом государства[6];
- незаконное — противозаконная деятельность человека;
- судебное преследование[7] — деятельность по розыску, задержанию и привлечению к ответственности перед судебной властью предполагаемого нарушителя закона в видах изобличения его в определенном преступлении и применения к нему положенного за него наказания[4];
- уголовное преследование[5] — процессуальная деятельность, осуществляемая стороной обвинения в целях изобличения подозреваемого, обвиняемого в совершении преступления;
- политическое преследование;
- религиозное преследование;
- сталкинг — навязчивое внимание к человеку, форма домогательства и запугивания.